# Victor Fastre
Victor Fastre est un coureur cycliste belge, né le 19 mai 1890 à Liège et mort le 12 septembre 1914 sur le front à Rotselaar. Il est professionnel de 1910 à 1914. Avec sa victoire sur Liège-Bastogne-Liège 1909, où il profite de la disqualification du vainqueur Eugène Charlier qui a changé de vélo, il reste à 18 ans et 362 jours le plus jeune vainqueur de l'histoire sur une grande classique.

## Palmarès
- 1907
  - Bruxelles-Jemeppe
- 1909
  - Liège-Bastogne-Liège
  - 2e de Namur-Bruxelles
- 1910
  - Angleur-Tilff-Angleur
- 1911
  - Anvers-Kalmthout